# Gonodonta velata
Gonodonta velata är en fjärilsart som beskrevs av Walker 1857. Gonodonta velata ingår i släktet Gonodonta och familjen nattflyn. Inga underarter finns listade i Catalogue of Life.